# Тимохін Олександр Єгорович
Олександр Єгорович Тимохін (нар. 13 листопада 1932, тепер у складі міста Кривий Ріг Дніпропетровської області) — український радянський діяч, старший вальцювальник Дніпровського металургійного заводу імені Дзержинського Дніпропетровської області. Депутат Верховної Ради УРСР 9—10-го скликань.

## Біографія
Народився в селянській родині в селі Романівка (Білороманівка?). Закінчив ремісниче училище міста Дніпродзержинська Дніпропетровської області.
З 1950 року — вальцювальник Дніпровського металургійного заводу імені Дзержинського, майстер виробничого навчання Дніпродзержинського технічного училища № 8.
Освіта вища. Закінчив Дніпродзержинський завод-втуз імені Арсенічева.
Член КПРС з 1963 року.
З 1964 року — підкрановий робітник, підручний зварювальника, вальцювальник, з 1967 року — старший вальцювальник Дніпровського металургійного заводу імені Дзержинського міста Дніпродзержинська Дніпропетровської області.
Потім — на пенсії в місті Дніпродзержинську (Кам'янському) Дніпропетровської області.

## Нагороди
- ордени
- медалі